# Filera de sònars remolcats
Una filera de sònars remolcats és un sistema d'hidròfons remolcats darrere d'un submarí o d'una nau superficial per un cable. El rastreig dels hidròfons darrere del vaixell, en un cable que pot arribar a tenir quilòmetres de llarg manté els sensors de la filera allunyats de les pròpies fonts de soroll del vaixell, millorant molt la seva relació senyal-soroll i, per tant, l'efectivitat de detectar i fer el seguiment de senyals acústiques febles, com ara com ara submarins en repòs, transmissions comunicatives amb baix soroll o senyals sísmics.
Una sèrie remolcada ofereix una resolució i un rang superiors en comparació amb el sonar muntat en el buc. També cobreix els baffles dels submarins, el punt cec del sonar muntat en casc. No obstant això, l'ús eficaç del sistema limita la velocitat d'un vaixell i cal tenir cura de protegir el cable dels danys.
Amb l'evolució tecnològica s'ha pogut reduir la filera de sònars a un únic instrument al final del cable.

## Història
Durant la Primera Guerra Mundial, Harvey Hayes, un físic de la Marina dels Estats Units, va desenvolupar una filera de sondes sonores remolcada coneguda com l'«anguila elèctrica». Es creu que aquest sistema és el primer disseny de fileres de sònars remolcades. Va utilitzar dos cables, cadascun amb una dotzena d'hidròfons connectats. El projecte es va suspendre després de la guerra.
La marina dels Estats Units va reprendre el desenvolupament de la tecnologia de files remolcades durant la dècada de 1960 en resposta al desenvolupament de submarins elèctrics nuclears per part de la Unió Soviètica.

## Incident: Operació Barmaid
Durant la Guerra Freda, el submarí del Regne Unit HMS Conqueror en operació conjunta amb la Marina estatunidenca va poder tallar el cable d'un vaixell de bandera polonesa que arrossegava un sònar remolcat de fabricació russa.

## Ús actual dels sònars remolcats
A les naus de superfície, els cables de remolc de sònars arrossegats normalment s'emmagatzemen en bidons, i després es desenrotllen del tambor per darrere del vaixell quan s'utilitza. Els submarins de la Marina dels Estats Units normalment emmagatzemen fileres remolcades dins d'un tub foraborda, muntat al llarg del casc del vaixell, amb una obertura a l'estribord de la cua de la nau. També hi ha equips situats en un dipòsit de llast (zona lliure d'inundació) mentre que l'armari que de comandaments que s'utilitza per fer funcionar el sistema es troba dins del submarí.
Els hidròfons dins un sistema lineal remolcat són col·locats a intervals concrets al llarg del cable, els elements del final són prou lluny per obtenir una capacitat bàsica de posicionar mitjançant triangulació una font de so. Semblantment, diversos elements són posicionats dalt o baix, donant una capacitat d'obtenir per triangulació una fondària vertical estimada d'un objecte sòlid. Alternativament tres o més línies de receptors són emprats per la detecció i localització en profunditat.
El primers centenars de metres per darrere de l'hèlice del vaixell no sol portar-hi hidròfons, perquè la seva efectivitat seria reduïda pel soroll (cavitació i sorolls de flux del casc), la vibració i la turbulència generades per la propulsió. Repetint-se així els mateixos problemes que els sònars muntats en el buc del vaixell. Les alineacions de sistemes de sensors remolcades per vaixells de superfície tenen una unitat final de sònar que és muntat en un vehicle governat remotament. Aquesta espècie de petit submarí és capaç de variar la seva fondària. Un altre cable amb llast pot enganxar-se al connector del vehicle, descendint proporcionalment tota la línia d'instruments a més fondària. Les llargues cordades d'instruments sísmics tenen alerons intermedis al llarg de la seva longitud que es poden utilitzar per ajustar la profunditat del conjunt en temps real.